# Український тиждень
«Український тиждень» — щотижневий ілюстрований суспільно-політичний українськомовний журнал, що висвітлював ключові події та проблеми країни. Останній номер вийшов 23 лютого 2022 року. Продовжує існувати в онлайн форматі.

## Авдиторія
Видавництво заявляє про орієнтацію видання на аудиторію освічених чоловіків та жінок 21—55 років, які умовно належать до середнього класу, мешканців переважно великих міст, здебільшого зайнятих у приватному бізнесі, або держслужбовців високого та середнього рангу, представників креативних професій, студентів та викладачів провідних вишів.

## Колектив

### Головні редактори
Друкована версія журналу «УТ»:
- Дмитро Крапивенко — (головредактор (квітень 2011 — донині)
- Сергій Литвиненко — головредактор (січень 2009 — квітень 2011)
- Роман Кульчинський — головредактор (2008 — січень 2009)
- Юрій Макаров — головредактор (2007—2008) та шеф-редактор (2008—2009)

Мережева версія журналу «УТ»:
- Дмитро Крапивенко — (головредактор (? — донині))
- Олексій Шалайський — головредактор (квітень 2010 — лютий 2011)
- Сергій Литвиненко — головредактор (березень 2011 — ?)

### Поточний склад колективу[4]
Друкована версія журналу «УТ»:
Головний редактор: Дмитро Крапивенко
Редакція: Наталія Петринська, Олександр Крамар, Анна Корбут, Ганна Трегуб, Богдан Буткевич, Валерія Бурлакова, Станіслав Козлюк, Юрій Макаров, Роман Малко, Олександр Михельсон
Мережева версія журналу «УТ»:
Головний редактор: Дмитро Крапивенко
Оглядач: Роман Малко
Редактори: Наталя Боднарчук, Ірина Шарпінська, Глуховський Михайло, Вікторія Матола, Ігор Петрук
Більд-редактор: Максим Соловйов
Видання друкує статті доволі широкого кола авторів, список яких та електронні варіанти статей доступні на вебсайті видання.

## Структура видання
- Тема номера — вміщує матеріали, що стосуються певної теми кожного номера, роздуми, погляди, аналізи помічених проблем тощо.
- На часі — оперативна, політична, економічна інформація.
- Суспільство — рубрика факультативна, присвячена соціальним питанням здебільшого на території України.
- Світ — вміщуються здебільшого перекладені матеріали із The Economist — впливового щотижневого англомовного журналу, основними темами в якому є політичні події, міжнародні відносини, фінансові, економічні й ділові новини, а також наука й культура.
- Спадок — рубрика, присвячена матеріалам, що пов'язані з історією України.
- Культура — усе, що має знати сучасна людина, щоби вважатися «в контексті» — мистецтво, дозвілля, кіно.
- Щоденники окупації — спецрубрика про окуповані території України.

### Спецпроєкти
На додачу до звичайного журналу видавництво також публікує різні спецвипуски (спецпроєкти), що фокусуються на певній темі.

#### Світ у…
З 2011 року, за ліцензією британського видання The Economist, УТ видає спецвипуск «Світ у…». Перший український випуск «Світ у 2011» вийшов у грудні 2010 року.

## Оцінки
Згідно з Інститутом масової інформації часопис «Український тиждень» увійшов до «білого списку» українських медіа у 2020 році. Цей список включає медіа, які мають рівень якісної інформації понад 95 %.

## Додаткова інформація
Свідоцтво про державну реєстрацію друкованого засобу масової інформації КВ № 18119-6919 ПР від 30.08.2011 р.
Адреса для листування : 03067, Київ, вул. Машинобудівна, 37

## Нагорода за внесок у розвиток української Вікіпедії
У квітні 2008 року рішенням активістів Вікіпедії редакцію журналу «Український тиждень» нагороджено найвищою нагородою української Вікіпедії — «Згущівка з вершками» за статтю «Вікіфікуймося», яка привертає увагу читачів до явища української Вікіпедії та закликає долучатися до її наповнення.